# Luis Rafael Sánchez
Luis Rafael Sánchez (* 17. November 1936 in Humacao) ist ein puerto-ricanischer Schriftsteller, Dramatiker und Hochschullehrer.

## Leben
Sánchez absolvierte seine Schulausbildung in seiner Heimatstadt und ab 1948 in San Juan. Sein Interesse für das Theater entstand während seiner Highschoolzeit, er arbeitete in dieser Zeit an Radio-Soaps beim Sender WNEL. 1955 kam er nach Mexiko, wo er vom Instituto Nacional de la Juventud als bester Jungschauspieler ausgezeichnet wurde. Im Folgejahr schrieb er sich an der Universidad de Puerto Rico ein und schloss sich als Amateurschauspieker der Gruppe Comedietta Universitaria an. Am Department für Drama wurde 1958 sein erstes Schauspiel La espera aufgeführt.
Im selben Jahr ging er nach New York, um an der Columbia University Dramaturgie und Kurzgeschichten schreiben zu studieren. 1960 schloss er in Puerto Rico sein Studium als Bachelor ab, 1963 erlangte er den Grad eines Master of Arts and Sciences an der New York University. Sein Dissertationstudium begann er an der Columbia University und schloss es 1979 an der Universidad Complutense in Madrid ab. Er unterrichtete als Universitätsprofessor in Puerto Rico und den Vereinigten Staaten.
Bereits während seiner Studienzeit verfasste Sánchez Bühnenwerke. Sein Kinderstück Cuento de la cucarachita wurde 1959 mit dem Preis des Ateneo Puertorriqueño ausgezeichnet. Besonders produktiv war er in diesem Bereich in den 1960er Jahren. Als Prosaautor wurde er ab Ende der 1950er Jahre aktiv. Mit der Kurzgeschichte El trapo war er Gewinner des Literaturwettbewerbs der Universidad de Puerto Rico, mit mehreren weiteren Kurzgeschichten gewann er Preise des Ateneo Puertorriqueño. 1966 veröffentlichte er seine in Zeitungen und Zeitschriften erschienen preisgekrönten Kurzgeschichten in dem Band En cuerpo de camisa. 
1976 erschien sein erster Roman La guaracha del Macho Camacho, der als sein bedeutendstes Werk gilt und in zehn Sprachen übersetzt wurde. 1994 veröffentlichte er den Essay La guagua aérea, eine Sammlung von Essays und Artikeln erschien 1997 unter dem Titel No llores por nosotros Puerto Rico. Die Fundación Puertorriqueña de las Humanidades zeichnete ihn 1985 als Humanista del Año aus. Gabriel García Márquez schätzte seine Werke hoch, und Carlos Fuentes nannte ihn den „Prinz der karibischen Literatur“.

## Werke
- La espera, Schauspiel, 1958
- Cuento de la cucarachita, Kindertheaterstück, 1959
- Los ángeles se han fatigado, Schauspiel, 1960
- Farsa del amor compradito, Schauspiel, 1960
- La hiel nuestra de cada día, Schauspiel, 1962
- ...O casi el alma (Acto de fe en tres actos), Schauspiel, 1966
- En cuerpo de camisa, Kurzgeschichten, 1966
- La pasión según Antígona Pérez, Schauspiel, 1969
- La guaracha del Macho Camacho, Roman, 1976
- Quíntuples, Schauspiel, 1985
- La importancia de llamarse Daniel Santos, Roman, 1988
- La guagua aérea, Essay, 1994
- No llores por nosotros Puerto Rico, Essays, 1997
- Indiscreciones de un perro gringo, Roman, 2007